# خط سكة حديد باكو - تبليسي - قارص
خط سكة حديد باكو - تبليسي - قارص - أذربيجان جسر يربط آسيا بأوروبا.وتوحد أذربيجان وتركيا خطوط السكك الحديدية، وجميع البضائع مدفوعة بهذا الطريق.

## مرحلة تطور التاريخ
بدأت المحادثات حول مشروع بناء سكة حديد باكو - تبليسى - قارص في اجتماع للجنة النقل المشتركة بين تركيا وجورجيا الذي عقد في انقرة يومى 26 و 29 يوليو عام 1993.وفي اجتماع وزراء النقل بين تركيا وجورجيا في إسطنبول، تركيا، في 20-21 تموز / يوليه 2002، يتوخى الإعداد للمشروع في البروتوكول الموقع على تنفيذ هذا المشروع.وخلال زيارته الرسمية لجورجيا في 14 يونيو / حزيران 2004، قال رئيس جمهورية أذربيجان السيد إلهام علييف في مؤتمر صحفي مع الرئيس الجورجي ميخائيل ساكاشفيلي أنه يدعم مشروع السكك الحديدية الجورجية التركية وقال إن أذربيجان مستعدة للمشاركة في المشروع. ومنذ ذلك الوقت تكثفت المفاوضات.لذلك، عقدت عدة اجتماعات في الماضي لتحقيق هذا الصدد.وفي اجتماع بشأن تطوير الاتصالات والمفاوضات المتعلقة بالنقل بين أذربيجان وتركيا بشأن مشروع باكو - تبليسي - قارص في 2-5 آب / أغسطس 2004، اتفق الجانبان على وضع مشروع للهندسة والاستكشاف.وقعت أذربيجان وتركيا وجورجيا بيانا مشتركا بشأن أهمية المشروع والطابع الإقليمي في مؤتمر وزراء النقل الذي عقد في 14 تشرين الثاني / نوفمبر 2004 بمبادرة من المفوضية الأوروبية في باكو.وعقد الاجتماع المقبل بشأن هذا المشروع في 28 ديسمبر / كانون الأول 2004 وتم التوصل إلى اتفاق لإنشاء فريق عامل مشترك. تم التوقيع على وثيقة هامة عند افتتاح الجزء الاذربيجانى من خط انابيب التصدير الرئيسى باكو - تبيليسى - جيهان الذي يدعى حيدر علييف يوم 25 مايو عام 2005.وقع رئيس جمهورية أذربيجان إلهام علييف ورئيس جمهورية جورجيا ميخائيل ساكاشفيلي ورئيس جمهورية تركيا أحمد نجدت سيزر إعلانا بشأن مشروع سكة حديد باكو - تبليسي - قارص بين أذربيجان وجورجيا وتركيا. وكانت هذه الموافقة في الواقع وجهة نظر لضرورة قيام رئيس دولة من ثلاثة بلدان بربط مشروع سكة حديد قارص - أخلكالا - تبليسي - باكو.

## اجتماعات

### في عام 2005
وعقد اجتماع آخر في 21 يوليو / تموز 2005.تم الإعلان عن فوز يوكسل دومانيك في المناقصة التي أقيمت في جمهورية تركيا لإعداد وثائق تسويق المشروع والتقييم الفني والاقتصادي.وبحلول نهاية هذا العام تقرر الانتهاء من أعمال التصميم الهندسي، وبحلول منتصف عام 2006، سيكون المنطق التقني والاقتصادي جاهزا.وأجريت مناقشات ذات صلة بشأن تنفيذ هذا المشروع خلال الاجتماعات الثلاثية لفرق العمل المعنية بالسكك الحديدية التركية والجورجية والأذربيجانية في أنقرة يومي 19 و 20 أيلول / سبتمبر 2005، فضلا عن وزراء النقل في هذه البلدان. وقد قدم الاتفاق المتعلق بعلاقة السكك الحديدية الجديدة بين باكو وتبيليسي - قارص، الذي أعدته أذربيجان بشأن وصلة السكك الحديدية الجديدة، إلى الجانبين التركي والجورجي، وتم التوصل إلى اتفاق لإنشاء مجلس تنسيق.5-7 كانون الأول / ديسمبر 2005، في تبليسي، 4-5 أيار / مايو 2006 عقدت اجتماعات الفريق العامل في أنقرة.

### في عام 2006
وفي 13 يوليو / تموز 2006، عقد الاجتماع الخامس للأفرقة العاملة تحت قيادة نواب وزراء النقل في تبليسي.وفي 13 أكتوبر / تشرين الأول 2006، استضافت باكو اجتماعا مع وزير التنمية الاقتصادية الجورجي شوكوفادزه في وزارة النقل في جمهورية أذربيجان.وفي 25 ديسمبر / كانون الأول 2006، قام رئيس الوزراء الجورجي زوراب نوغيديلي بزيارة رسمية إلى باكو.وفي اليوم نفسه، عقد الرئيسان أرتور راسيزاد وزوراب نجيديلي اجتماعا واحدا.وقال رئيس الوزراء الأذربيجاني راسيزادي في مقابلة مع الصحفيين إن العمل على توثيق مشروع سكة حديد باكو - تبليسي - قارص سيكتمل في يناير / كانون الثاني 2007 (يناير / كانون الثاني 2007) وسيتم التوقيع على اتفاق مناسب. ومن المقرر أن تبدأ أعمال التشييد وإعادة التأهيل في أيار / مايو.

### في عام 2007
ونوقشت النسخة الأخيرة من مشروع سكة حديد باكو - تبليسي - قارص في تبليسي في 12 كانون الثاني / يناير 2007 في اجتماع لوزراء النقل في الدول المشاركة.وفي ذلك الاجتماع، ناقش وزير النقل في جمهورية أذربيجان ضياء محمد القضايا الاقتصادية والتقنية المتعلقة ببناء سكة حديد باكو - تبليسي - قارص مع وزير التنمية الاقتصادية في جورجيا جورجي أرفيلادزي.ونتيجة للمفاوضات، وقع الوزراء وثيقتين.وقال وزير النقل في جمهورية أذربيجان ضياء محمدوف إن المفاوضات كانت مثمرة، بعد أن تمت مناقشة جميع نقاط الاتفاق الإطاري والتخصيص المالي والائتماني الحكومي الدولي والاتفاق عليها.وأكد الوزير أن هذه الوثائق ستسمح لرؤساء الدول بالتوقيع على الاتفاق الذي سيتم التوقيع عليه. وبعد هذه العمليات، ستقدم الوثائق للموافقة على البرلمانات وسيبدأ سريان مشروع الاتفاق.وبعد ذلك، سيكون هناك اتفاق بين الوكالة المصرفية والكيان المسؤول.وآمل أن يحل هذا قريبا.وكانت الذروة المنطقية للمفاوضات بشأن المشروع هي توقيع اتفاق بشأن بدء مشروع سكة حديد باكو - تبليسي - قارص في 7 فبراير / شباط 2007 أثناء زيارة الرئيس إلهام علييف لجورجيا.وهكذا، قام رئيس جمهورية أذربيجان إلهام علييف بزيارة عمل إلى جورجيا في 7 فبراير / شباط.وفي اليوم نفسه، اجتمع رئيس أذربيجان إلهام علييف والرئيس الجورجي ميخائيل ساكاشفيلي في تبليسي.وخلال الاجتماع، أفيد بأن العلاقات بين أذربيجان وجورجيا، بما في ذلك التعاون الاقتصادي، تتطور بنجاح.واكد الرؤساء على اهمية مشروع سكة حديد باكو - تبليسى - قارص من حيث العلاقات الثنائية والإقليمية.ولوحظ أن هذا التعاون سيؤدي دورا كبيرا في تعزيز رفاه شعوبنا.كما ناقش الاجتماع عدد من القضايا الأخرى ذات الاهتمام المشترك.في 7 فبراير 2007، استضاف البرلمان الجورجي اجتماع قمة رئيس أذربيجان إلهام علييف، الرئيس الجورجي ميخائيل ساكاشفيلي ورئيس الوزراء التركي رجب طيب أردوغان.في 7 فبراير 2007، استضاف البرلمان الجورجي اجتماع قمة رئيس أذربيجان إلهام علييف، الرئيس الجورجي ميخائيل ساكاشفيلي ورئيس الوزراء التركي رجب طيب أردوغان.

## من بيان الرئيس الجورجي ميخائيل ساكاشفيلي
"ونحن نعلم أن هناك مشاريع هامة أخرى متوخاة أيضا في منطقتنا، وهناك مشاريع كبيرة للمستقبل. ولكن من بين هذه المشاريع، هذا المشروع هو أهم مشروع لتحسين حياة الناس العاديين والمواطنين والشعوب.وهذا المشروع له معانيان سياسيان بالنسبة لنا، وبوجه عام سيخلق وضعا استراتيجيا جديدا تماما ويقرب البلدان الثلاثة معا. من ناحية، آسيا الوسطى، الصين، من ناحية أخرى، أوروبا سوف تكون قادرة على الوصول إلى هذا الفضاء.يمكننا أن نتحدث بالفعل عن بداية المرحلة الجديدة.وهذا يعني أن المشروع سيفيد كل بلد، وسيكون مفيدا لشركائنا أيضا.هذا المشروع هو مفتاح نجاح خطواتنا المستقبلية.وستبذل الدول الثلاث قصارى جهدها وستواصل حمل الأحمال. وستبذل الدول الثلاث قصارى جهدها وستواصل حمل الأحمال.

## من بيان الرئيس الوزراء التركي رجب طيب أردوغان
ويسرنا غاية السرور أن يحضر الرئيس الأذربيجاني الهام علييف هذا الاحتفال. ولأننا نجتمع اليوم، فإننا نعطي العالم رسالة هامة جدا.كيف يمكن أن يكون التعاون الإقليمي هو الحال؟وفي الوقت الحاضر، نتخذ الخطوة الثالثة في التعاون الإقليمي.وكانت الخطوة الأولى، كما تعلمون، خط أنابيب النفط باكو - تبليسي - جيهان.ثانيا، مشروع باكو - تبليسي - أرضروم هو مشروع شاه دينيز.والآن نحن نتخذ الخطوة الثالثة. وهو أيضا مشروع باكو - تبليسي - قارص، وهو خط سكة حديد طريق الحرير التاريخي.بالطبع، هناك العديد من المشاريع التي تتبع.ولكن هذا التضامن لا يقتصر على التعاون الإقليمي.وفي الوقت نفسه، كل محطة على محطة السكك الحديدية هذه هي محطة سلام، محطة ودية والتضامن، للعالم.إن الحالة في القوقاز معروفة للجميع.ولكن الآن يظهر القوقاز رسالة مختلفة مع هذا التعاون الإقليمي، وهو الآن عرض للتضامن.

## من بيان الرئيس جمهورية أذربيجان إلهام علييف
ومن المؤكد أن هناك العديد من العوامل المهمة في تنفيذ هذه المشاريع: المهنيين، وقدرات المؤسسات المالية التي تدعمنا، واستثمارات واستثمارات شركات النفط الأجنبية العاملة معنا.ولكن قبل كل شيء، هو إرادة وتصميم الدول الثلاث.والوثائق التي ستوقع على بناء سكة حديد باكو - تبليسي - قارص اليوم هي النتيجة المنطقية لهذا العمل. إذا نظرتم إلى أسماء هذه المشاريع الكبرى، سترى أن هناك تشابه: باكو - تبليسي - جيهان، باكو - تبليسي - أرضروم وباكو - تبليسي - قارص.وهذا يعني أن باكو لديها ثلاث مدن في تبليسي وتركيا.وهو يبين أن التعاون بين البلدان الثلاثة يعطي نتائج ملموسة.وهو يبين أن التعاون بين البلدان الثلاثة يعطي نتائج ملموسة.وهو يبين أن التعاون بين البلدان الثلاثة يعطي نتائج ملموسة.وهو على وجه الخصوص انتصار للبلدان المستقلة حديثا - جورجيا وأذربيجان.لقد أثبتنا أننا نستطيع العيش والعيش كبلدان مستقلة، ويمكننا أن نحل جميع التحديات المقبلة.وقد تم التوقيع على الوثائق في نفس اليوم بمشاركة الرئيس الاذربيجانى الهام علييف والرئيس الجورجى ميخائيل ساكاشفيلى ورئيس الوزراء التركى رجب طيب اردوغان.اولا، وقع الرئيس الهام علييف والرئيس الجورجى ميخائيل ساكاشفيلى ورئيس الوزراء التركى رجب طيب اردوغان «اعلان تبليسى حول نظرة عامة على التعاون الاقليمى». اتفاق بين حكومة جمهورية أذربيجان وحكومة جورجيا بشأن تمويل وتصميم وتشييد وإعادة تأهيل وتعمير وتشغيل قطاع السكك الحديدية إلى حدود ماربدا - تركيا (كاركاكسي) في إطار مشروع سكة حديد باكو - تبليسي - قارص«وقعت وزيرة النقل زيا محمدوف ووزير التنمية الاقتصادية في جورجيا جورجي أرفيلادزه الاتفاق.وقد وقع الاتفاق الائتماني بشأن شروط تمويل قطاع السكك الحديدية إلى الحدود المربدة التركية مع مشروع سكة حديد باكو - تبليسي - قارص الجديد وزير النقل الأذربيجاني زيا محمدوف، ورئيس مجلس إدارة البنك الدولي لأذربيجان جهانغير هاجييف والبنك الدولي الأذربيجاني المدير العام لشركة مساهمة» جورجيا«سمير فالييف ومدير شركة» ماربدا-كاركاكسي«للسكك الحديدية ذات المسؤولية المحدودة راماز جوركادزه.وقع رئيس أذربيجان إلهام علييف أمرا في 21 فبراير / شباط 2007 بشأن تدابير لتنفيذ مشروع سكة حديد باكو - تبليسي - قارص. يقرأ الأمر:»«نتيجة للتنمية الاجتماعية والاقتصادية الناجحة التي أجريت في جمهورية أذربيجان، تم تحقيق معدلات نمو عالية للتنمية الاقتصادية في البلاد، تم تعزيز القوة الاقتصادية للدولة، ويستمر النشاط في هذا الاتجاه باستمرار.إن إطلاق خط أنابيب التصدير الرئيسي في باكو - تبليسي - جيهان، والمنتج التاريخي لاستراتيجية النفط حيدر علييف، والتكليف بخط أنابيب باكو - تبليسي - أرضروم جنوب القوقاز، وبالتالي قدرة أذربيجان على تصدير النفط والغاز إلى السوق العالمية، هو تعاون فعال في إطار سياسة الجوار الأوروبية ويزيد من استقلال الدولة ويعزز سيادتنا.وفي الوقت نفسه، أصبحت أذربيجان أحد المشاركين الرئيسيين في برنامج تراسيكا، الذي يرمي إلى إنشاء ممر للنقل بين أوروبا والقوقاز وآسيا، الذي تم تنفيذه في إطار إصلاح طريق الحرير التاريخي فيما يتصل بالموقع الجيوسياسي لأذربيجان ومتقاطع طرق التجارة التي تربط مختلف أنحاء العالم.ونتيجة لتنفيذ عدد من البرامج الواسعة النطاق، تم توسيع العلاقات الاقتصادية المفيدة التي أقيمت مع المناطق القريبة والبعيدة في الخارج، ازدادت قيمة التجارة بسرعة وأصبحت أذربيجان بلدا هاما من حيث نقل البضائع العابرة.بمبادرة من رؤساء جمهورية أذربيجان وجورجيا وجمهورية تركيا بناء على مبادرة من جمهورية أذربيجان وجورجيا وجمهورية تركيا للشروع في إنشاء ممر جديد للنقل سيؤدي دورا رئيسيا في تنويع البنية الأساسية للنقل وعبور النقل الدولي للبضائع عبر أراضي أذربيجان، وقد تم التوقيع على الإعلان المشترك حول خط سكة حديد باكو - تبليسى - قارص».